# Liste der denkmalgeschützten Objekte in St. Pölten-Pottenbrunn
Die Liste der denkmalgeschützten Objekte in St. Pölten-Pottenbrunn enthält die 14 denkmalgeschützten, unbeweglichen Objekte des St. Pöltner Stadtteils Pottenbrunn.

## Denkmäler
| Foto |                 | Denkmal                                                                | Standort                                                  | Beschreibung | Metadaten |
| ---- | --------------- | ---------------------------------------------------------------------- | --------------------------------------------------------- | --- | --- |
| ja   | Datei hochladen | Fundzone Schildberg HERIS-ID: 57506 Objekt-ID: 67623                   | Schildberg Standort KG: Pengersdorf                       | | BDA-Hist.: Q38076935 Status: Bescheid Stand der BDA-Liste: 2025-06-30 Name: Fundzone Schildberg GstNr.: 366/3, 367, 368, 366/5, 366/4                                                                                                  |
| ja   | Datei hochladen | Fundzone „Bei den Sieben Bründeln“ HERIS-ID: 31486 Objekt-ID: 28452    | Bei den Sieben Brünndeln Standort KG: Pottenbrunn         | In den angrenzenden Gebieten wurde im Zuge des Baus der Kremser Schnellstraße (S33) eine Nekropole ergraben (Siehe Eisenzeitliches Gräberfeld Pottenbrunn), die Verdachtszonen wurden unter dem Namen „Bei den Sieben Bründeln“ unter Denkmalschutz gestellt. Die Fundzone erstreckt sich über die Katastralgemeinden Ratzersdorf an der Traisen und Pottenbrunn. | BDA-Hist.: Q64512732 Status: Bescheid Stand der BDA-Liste: 2025-06-30 Name: Fundzone „Bei den Sieben Bründeln“ GstNr.: 1593, 1608/1, 1608/4, 1608/5, 1608/6, 1608/7, 1608/8, 1608/10                                                   |
| ja   | Datei hochladen | Figurenbildstock hl. Johannes Nepomuk HERIS-ID: 32116 Objekt-ID: 29173 | vor Grasbergstraße 1 Standort KG: Pottenbrunn             | Die Statue an der Ecke Pottenbrunner Hauptstraße/Grasbergstraße zeigt Johannes Nepomuk und stammt aus der Mitte des 18. Jahrhunderts. | BDA-Hist.: Q37946250 Status: § 2a Stand der BDA-Liste: 2025-06-30 Name: Figurenbildstock hl. Johannes Nepomuk GstNr.: 1472/4 Johannes-Nepomuk-Statue Pottenbrunn                                                                       |
| ja   | Datei hochladen | Fundzone Großer Grillenberg HERIS-ID: 13333 Objekt-ID: 9508            | Großer Grillenberg Standort KG: Pottenbrunn               | | BDA-Hist.: Q38175518 Status: Bescheid Stand der BDA-Liste: 2025-06-30 Name: Fundzone Großer Grillenberg GstNr.: 1713/1 |
| ja   | Datei hochladen | Fundzone Jeutendorfer Weg HERIS-ID: 32429 Objekt-ID: 29529             | Jeutendorfer Weg Standort KG: Pottenbrunn                 | | BDA-Hist.: Q37947854 Status: Bescheid Stand der BDA-Liste: 2025-06-30 Name: Fundzone Jeutendorfer Weg GstNr.: 1899, 1900 |
| ja   | Datei hochladen | Alter Pfarrhof HERIS-ID: 32094 Objekt-ID: 29151                        | Josef Trauttmansdorff-Straße 1 Standort KG: Pottenbrunn   | Der alte Pfarrhof wurde 1738 errichtet und ist ein stattliches, zweistöckiges und zweiflügeliges Eckhaus. | BDA-Hist.: Q37946151 Status: Bescheid Stand der BDA-Liste: 2025-06-30 Name: Alter Pfarrhof GstNr.: .65 |
| ja   | Datei hochladen | Wohnhaus, ehem. Hofmühle HERIS-ID: 32098 Objekt-ID: 29155              | Josef Trauttmansdorff-Straße 18 Standort KG: Pottenbrunn  | Das Gebäude der ehemalige Hofmühle steht am nördlichen Rand des Schlossareals. Es wurde in der Mitte des 17. Jahrhunderts errichtet und diente bis 1903 als Mühle mit angeschlossener Bäckerei, danach bis 1915 als Molkerei. Der frühbarocke, zweistöckige Kastenbau wird heute zu Wohnzwecken genutzt.                                                          | BDA-Hist.: Q37946169 Status: Bescheid Stand der BDA-Liste: 2025-06-30 Name: Wohnhaus, ehem. Hofmühle GstNr.: .32 Hofmühle Pottenbrunn                                                                                                  |
| ja   | Datei hochladen | Kath. Pfarrkirche hl. Ulrich HERIS-ID: 31957 Objekt-ID: 28989          | Kirchenplatz 1 Standort KG: Pottenbrunn                   | Die Pfarrkirche zum hl. Ulrich auf dem Kirchenplatz war einst vom 1820 aufgelassenen Friedhof umgeben. Der größtenteils steinsichtige, zweischiffige gotische Bau unter hohen Walmdächern weist einen schmalen Nordturm sowie mehrere spätere Anbauten auf. Die Inneneinrichtung stammt weitgehend einheitlich aus der Zeit 1729/30.                              | BDA-Hist.: Q37945320 Status: § 2a Stand der BDA-Liste: 2025-06-30 Name: Kath. Pfarrkirche hl. Ulrich GstNr.: .86 Pfarrkirche Pottenbrunn                                                                                               |
| ja   | Datei hochladen | Fundzone Leberfeld HERIS-ID: 32421 Objekt-ID: 29516                    | Löberfeld Standort KG: Pottenbrunn                        | | BDA-Hist.: Q37947789 Status: Bescheid Stand der BDA-Liste: 2025-06-30 Name: Fundzone Leberfeld GstNr.: 1644/1, 1666/1, 1666/3, 1666/5, 1667/1, 1667/9, 1667/10, 1668/1, 1668/3, 1636/1, 1637/1, 1637/3, 1635/1, 1644/3, 1668/2, 1668/4 |
| ja   | Datei hochladen | Fundzone Beim Friedhof HERIS-ID: 45471 Objekt-ID: 46814                | Ortsried Standort KG: Pottenbrunn                         | Auf den Grundstücken wurde 2009 aufgrund der Umwidmung in Bauland Rettungsgrabungen durchgeführt. Dabei fanden sich etwa 200 Objekte, hauptsächlich aus der La-Tène-Zeit und dem Frühmittelalter. Aus der La-Tène-Zeit fanden sich drei Hütten sowie ein gut erhaltener Töpferofen, der Hauptfund aus dem Mittelalter war eine Bestattung mit Grabbeigaben.       | BDA-Hist.: Q38016155 Status: Bescheid Stand der BDA-Liste: 2025-06-30 Name: Fundzone Beim Friedhof GstNr.: 1836/2, 1835/1, 1836/1 |
| ja   | Datei hochladen | Schloss Pottenbrunn HERIS-ID: 111337 Objekt-ID: 129151                 | Pottenbrunner Hauptstraße 77 Standort KG: Pottenbrunn     | Die auf einer Schlossinsel gebaute Anlage besteht aus einer im Kern mittelalterlichen Burg mit Turm und einem zweiflügeligen Renaissanceschloss. | BDA-Hist.: Q2242973 Status: Bescheid Stand der BDA-Liste: 2025-06-30 Name: Schloss Pottenbrunn GstNr.: .31 Schloss Pottenbrunn |
| ja   | Datei hochladen | Figurenbildstock hl. Antonius HERIS-ID: 32113 Objekt-ID: 29170         | bei Pottenbrunner Hauptstraße 80 Standort KG: Pottenbrunn | Die Statue zeigt den hl. Antonius und entstand um 1800. Die Fassung der Statue entstand im 19. Jahrhundert, die umgebende Wegkapelle erst 1990. | BDA-Hist.: Q37946219 Status: § 2a Stand der BDA-Liste: 2025-06-30 Name: Figurenbildstock hl. Antonius GstNr.: 1189/7 Antonius-Bildstock Pottenbrunn                                                                                    |
| ja   | Datei hochladen | Friedhofsportal mit Figuren HERIS-ID: 32114 Objekt-ID: 29171           | Am Sand 4, in der Nähe Standort KG: Pottenbrunn           | Auf den Portalpfeilern des Friedhofsportales stehen Statuen, die Johannes Nepomuk und Franz Xaver darstellen. Sie wurden um 1730 von F. W. Still geschaffen. | BDA-Hist.: Q37946231 Status: § 2a Stand der BDA-Liste: 2025-06-30 Name: Friedhofsportal mit Figuren GstNr.: 1843 Friedhofsportal Pottenbrunn                                                                                           |
| ja   | Datei hochladen | Schloss Wasserburg HERIS-ID: 32228 Objekt-ID: 29297                    | Grasbergstraße 32 Standort KG: Wasserburg                 | Ein vierflügeliger, dreigeschoßiger Renaissancebau, flankiert von kurzen Flügeltrakten mit markanten Rundtürmchen und dazwischen gesetzten Terrassen. | BDA-Hist.: Q2243973 Status: Bescheid Stand der BDA-Liste: 2025-06-30 Name: Schloss Wasserburg GstNr.: .20 Schloss Wasserburg |